# Avenida Cristóvão Colombo (Belo Horizonte)
A Avenida Cristóvão Colombo é uma via de Belo Horizonte, situada na região da Savassi. Parte da Avenida do Contorno e segue até a Praça da Liberdade, passando pela Praça Diogo de Vasconcelos, onde cruza a Avenida Getúlio Vargas.

## Patrimônio histórico
Ao longo da avenida estão localizados quinze bens culturais tombados pela Prefeitura Municipal de Belo Horizonte, dentre os quais se destacam o Palacete Dantas, o Solar Narbona e a sede do SERVAS.